# Cantonul Belfort-Centre
Cantonul Belfort-Centre este un canton din arondismentul Belfort, departamentul Territoire de Belfort, regiunea Franche-Comté, Franța.
1. ↑   https://www.legifrance.gouv.fr/affichTexte.do?cidTexte=JORFTEXT000000702076 Lipsește sau este vid: |title= (ajutor)